# Kamel Touati
Kamel Touati (arabe : كمال التواتي), né le 22 février 1952 à Tunis, est un acteur tunisien.

## Biographie
Il participe à plusieurs pièces de théâtre, telles que Contre X et Klem Ellil de Taoufik Jebali, à plusieurs films et séries télévisées, comme Chez Azaïez, Loutil, Choufli Hal (2005-2009), Dar Lekhlaa (2010), Bolice (2015-2016) et Embouteillage (2016).
Il monte également trois one-man-shows : Mériah (1986), El Fondouk (1996) et Ahna Hakka (2003).

## Filmographie

### Cinéma
- 1974 : Sejnane d'Abdellatif Ben Ammar
- 1986 : La Coupe de Mohamed Damak : Rached
- 1990 : Halfaouine, l'enfant des terrasses de Férid Boughedir : le coiffeur
- 1992 :
  - Poussière de diamant de Mahmoud Ben Mahmoud et Fadhel Jaïbi
  - Le Sultan de la médina de Moncef Dhouib : Sargène
- 1994 : Les Silences du palais de Moufida Tlatli : Hussein
- 1995 :
  - Madame Butterfly de Frédéric Mitterrand : oncle Yakusidé
  - Le Magique d'Azedine Melliti : le père de Deanie
- 1997 : Tunisiennes de Nouri Bouzid : Slah
- 1998 :
  - Ou noir ou blanc d'Anouar Ben Aïssa
  - Festin de Mohamed Damak (court métrage) : Kamel Touati
- 2014 : Une Journée sans femme, court métrage de Najwa Slama Limam
- 2019 : Avant qu'il ne soit tard de Majdi Lakhdhar : Hassen
- 2024 : Bolice, le film de Majdi Smiri

### Télévision
- 1992 : Un inviato molto speciale (it) de Vittorio De Sisti : le parfumeur
- 1997 : Bab El Khoukha d'Abdeljabbar Bhouri : Mohsen
- 1999-2000 : Edhak Ledonia de Tahar Fazaa : Rzouga
- 2001 : Hercule Poirot de Brian Eastman : Squat Man
- 2003 : Chez Azaïez de Hatem Bel Hadj : Azaïez
- 2004 : Loutil de Slaheddine Essid : Cherif Tounsi
- 2005-2009 : Choufli Hal de Hatem Bel Hadj (inclus le téléfilm) : Professeur Slimane Labiedh
- 2010 : Dar Lekhlaa d'Ahmed Rjeb et Nabil Bessaïda : Kraïem
- 2012 : Dar Louzir de Slaheddine Essid : Ismaïl Bourigua
- 2014 : Talaa Wala Habet de Majdi Smiri : Ammar
- 2015 : Ambulance de Lassaad Oueslati : Majid
- 2015-2025 : Bolice de Majdi Smiri : Rachid
- 2015-2018 : Nsibti Laaziza de Slaheddine Essid et Younes Ferhi : Abdelaziz alias Azzouz ou Si Zitouni
- 2016 : Embouteillage de Walid Tayaa : Morched
- 2018 : Elli Lik Lik de Kaïs Chekir : Farhat Gharbi
- 2019 : Zanket El Bacha de Nejib Mnasria : Mahmoud Bacha
- 2020 : Nouba (saison 2) d'Abdelhamid Bouchnak[1] : Omrane Bradaris
- 2021-2022 : El Foundou de Saoussen Jemni : Abbas alias Marouki
- 2023 :
  - Capitaine Majed de Mohamed Ali Mihoub : Abdelmajed
  - Sabak El Khir de Kaïs Chekir : Premier ministre
- 2024 :
  - Beb Rezk de Heifel Ben Youssef : Hadj Taher
  - Super Tounsi de Kaïs Chekir : Premier ministre

### Vidéos
- 2009 : spot publicitaire pour GlobalNet
- 2011 : spot publicitaire pour la marque de margarine tunisienne Régina

### Théâtre
- 1974 : Le Chariot de Lamine Nahdi et Jamel Eddine Ben Rahal
- 1975 : Meriah
- 1989 :
  - El Aweda, texte et mise en scène de Fadhel Jaïbi et Fadhel Jaziri
  - Klem Ellil de Taoufik Jebali
- 1992 : Comedia, texte et mise en scène de Fadhel Jaïbi
- 1993 : Familia, texte et mise en scène de Fadhel Jaïbi
- 1999 : Contre X de Taoufik Jebali
- 2004 : Ahna hakka
- 2015 : Ré... animation[2]
- 2020 : Mammou W Chhima de Lassaâd Ben Abdallah

### Émissions
- 2013 :
  - 5outh Bayek sur Radio IFM : invité
  - Labès avec Naoufel Ouertani sur El Hiwar El Tounsi : invité de l'épisode 2 de la saison 3
- 2014 : Braquage sur Jawhara FM : invité
- 2016 :
  - Romdhane Show avec Hédi Zaiem (ar) sur Mosaïque FM : invité
- 2018 : Le Programme avec Amine Gara sur Attessia TV : Invité
- 2020 :
  - Noujoum avec Naoufel Ouertani : invité
  - Tak Ö Tak sur Mosaïque FM : invité
  - Tounes El Yaoum avec Mariem Belkadhi : invité de l'épisode 100 de la saison 2
- 2021 : 
  - Fekret Sami Fehri avec Hédi Zaiem sur El Hiwar El Tounsi : invité de l'épisode 26 de la saison 3

## Distinctions
- 2006 : Commandeur de l'Ordre tunisien du mérite[3] ;
- 2018 : Élu meilleur acteur tunisien par L'Émission sur El Hiwar El Tounsi[4].